# Rondo Hipokratesa w Krakowie

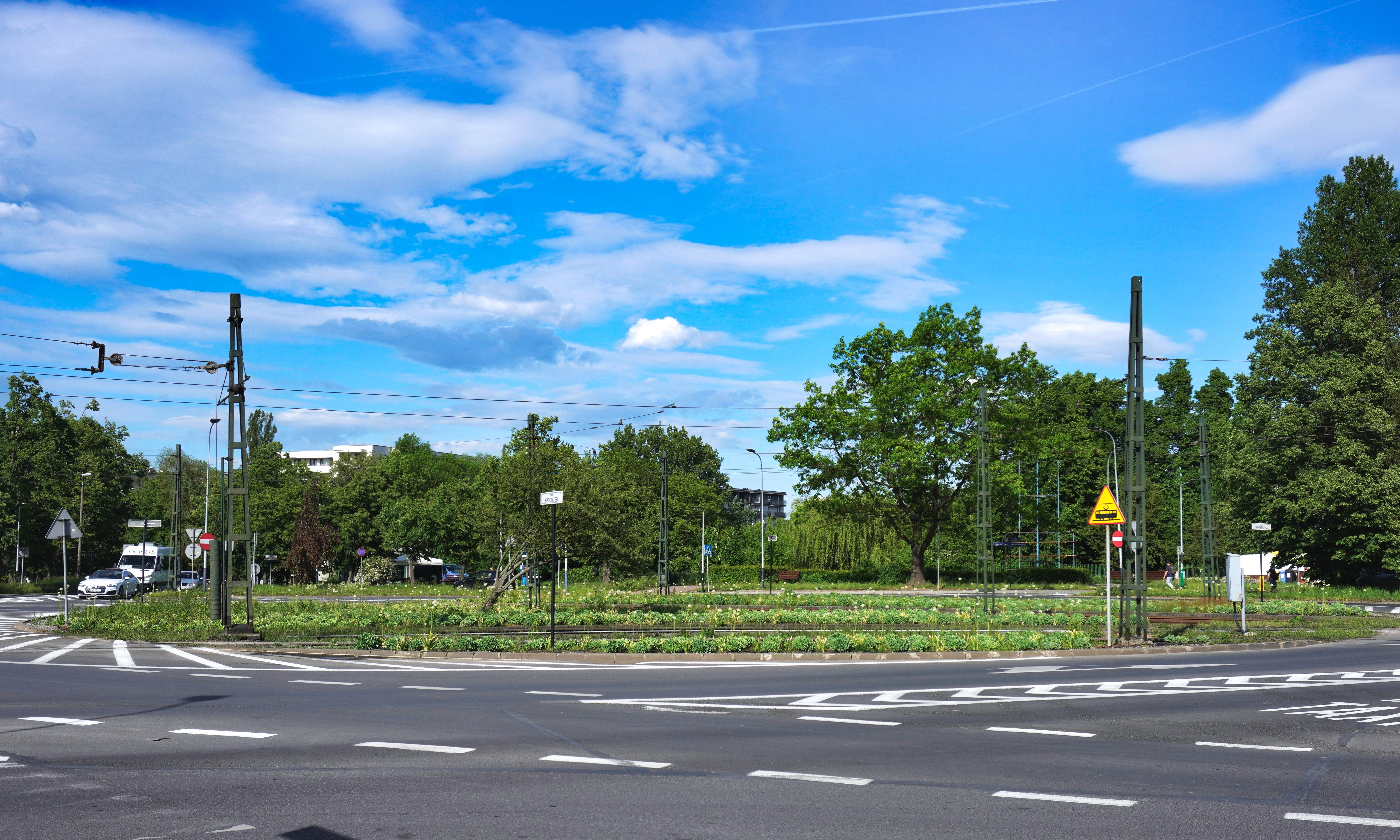
Widok ogólny od południowego zachodu

Rondo Hipokratesa – jednopoziomowe skrzyżowanie w Krakowie zlokalizowane na północny wschód od Starego Miasta, u zbiegu ulicy Stanisława Mikołajczyka, ulicy Obrońców Krzyża i ulicy Władysława Broniewskiego. Obecnie Rondo Hipokratesa znajduje się na terenie Bieńczyc, wchodzących w skład Dzielnicy XVI Bieńczyce.

## Opis
Rondo Hipokratesa posiada 2 pasy ruchu. Organizacja ruchu w obrębie Ronda Hipokratesa ma charakter samooczyszczający się; oznacza to, że wszystkie pasy ruchu wyprowadzają kierujących poza skrzyżowanie i aby na nim pozostać należy zmieniać pasy ruchu.

## Otoczenie
Na północ od ronda Hipokratesa znajdują się pętla tramwajowa „Rondo Hipokratesa” należąca do MPK Kraków. Na północ od ronda znajduje się także Szpital Specjalistyczny im. Ludwika Rydygiera. Na wschód od ronda znajduje się Zespół Szkół Zawodowych Huty im. Tadeusza Sendzimira.
W pobliżu ronda Hipokratesa znajdują się:
- Pętla tramwajowa „Rondo Hipokratesa”
- Szpital Specjalistyczny im. Ludwika Rydygiera
- Zespół Szkół Zawodowych Huty im. Tadeusza Sendzimira

## Układ
Przez rondo przebiega linia tramwajowa, a przy rondzie znajdują się także przystanki miejskiej komunikacji autobusowej i busów kursowych docierających do miejscowości leżących na wschód i południe od Krakowa.

### Połączenia komunikacyjne
W okolicach przystanku znajduje się zespół przystankowy Rondo Hipokratesa. Po północnej stronie ronda przy ulicy Jacka Augustyna Łopackiego ulokowano jeden przystanek autobusowy oraz pętle tramwajową. Po zachodniej stronie od skrzyżowania przy ul. Stanisława Mikołajczyka znajduje się jeden przystanek autobusowy w kierunku Mistrzejowic. Po południowej części ronda ulokowano jeden przystanek autobusowy oraz dwa przystanki tramwajowe w kierunku osiedla Kościuszkowskiego, natomiast po wschodniej stronie ronda przy ulicy Obrońców Krzyża ulokowano dwa przystanki autobusowe w kierunku Wzgórz Krzesławickich.